# Doktor honoris causa

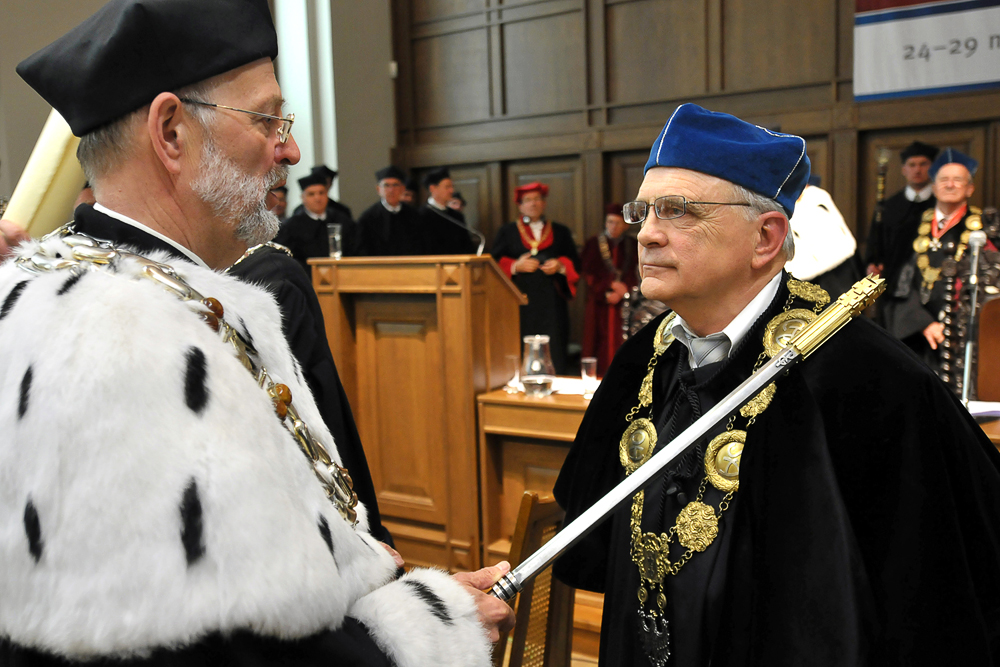
Uroczystość nadania tytułu doktora honoris causa

Doktor honoris causa (łac. „doktor dla zaszczytu”) – akademicki tytuł honorowy nadawany przez uczelnie osobom szczególnie zasłużonym dla nauki i kultury.
Nie wymaga posiadania formalnego wykształcenia, ale nadawany jest zazwyczaj osobom o wysokim statusie społecznym lub naukowym. Osoby obdarzone tytułem mają prawo dodawać do nazwiska skrót dr h.c., w przypadku kilku tytułów: dr h. c. mult.